# Qualificazioni al campionato mondiale di calcio 2018 - CONCACAF
Alle qualificazioni per la zona della CONCACAF partecipano 35 nazionali. Le prime tre  squadre si qualificano direttamente alla fase finale mentre la quarta squadra affronta lo spareggio.

## Regolamento
I dettagli delle qualificazioni sono stati annunciati il 12 gennaio 2015:
- Primo round: le ultime 14 squadre del ranking (dalla posizione 22 alla 35) si sfidano in partite di andata e ritorno;
- Secondo round: alle 7 vincitrici del turno precedente si aggiungono altre 13 squadre (posizione 9-21), con sfide in partite di andata e ritorno;
- Terzo round: le squadre nella posizione 7 e 8 del ranking si aggiungono alle 10 squadre vincitrici del turno precedente. Sfide in partite di andata e ritorno;
- Quarto round: le 6 squadre qualificate dal turno precedente, raggiungono il quarto turno insieme alle prime 6 squadre del ranking. Le 12 squadre rimaste verranno divise in 3 gironi da 4 squadre con partite di andata e ritorno. Le prime 2 squadre di ogni girone passano al quinto e ultimo turno.
- Quinto round: le sei squadre verranno inserite in un girone unico con partite di andata e ritorno. Le tre prime classificate si qualificano alla fase finale del mondiale, mentre la quarta disputerà il play-off intercontinentale.

## Primo round
I sorteggi della prima fase sono stati effettuati il 15 gennaio 2015 a Miami.
| Squadra 1                 | Totale      | Squadra 2               | Andata | Ritorno |
| ------------------------- | ----------- | ----------------------- | ------ | ------- |
| Bahamas                   | 0 - 8       | Bermuda                 | 0 - 5  | 0 - 3   |
| Isole Vergini Britanniche | 2 - 3       | Dominica                | 2 - 3  | 0 - 0   |
| Barbados                  | 4 - 1       | Isole Vergini Americane | 0 - 1  | 4 - 0   |
| Saint Kitts e Nevis       | 12 - 4      | Turks e Caicos          | 6 - 2  | 6 - 2   |
| Nicaragua                 | 8 - 0       | Anguilla                | 5 - 0  | 3 - 0   |
| Belize                    | 1 - 1 (gfc) | Isole Cayman            | 0 - 0  | 1 - 1   |
| Curaçao                   | 4 - 3       | Montserrat              | 2 - 1  | 2 - 2   |

## Secondo round
| Squadra 1                 | Totale      | Squadra 2   | Andata | Ritorno |
| ------------------------- | ----------- | ----------- | ------ | ------- |
| Guatemala                 | 1 - 0       | Bermuda     | 0 - 0  | 1 - 0   |
| Dominica                  | 0 - 6       | Canada      | 0 - 2  | 0 - 4   |
| Aruba                     | 3 - 2       | Barbados    | 0 - 2  | 3 - 0*  |
| Saint Kitts e Nevis       | 3 - 6       | El Salvador | 2 - 2  | 1 - 4   |
| Nicaragua                 | 4 - 1       | Suriname    | 1 - 0  | 3 - 1   |
| Rep. Dominicana           | 1 - 5       | Belize      | 1 - 2  | 0 - 3   |
| Curaçao                   | 1 - 1 (gfc) | Cuba        | 0 - 0  | 1 - 1   |
| Porto Rico                | 1 - 2       | Grenada     | 1 - 0  | 0 - 2   |
| Saint Vincent e Grenadine | 6 - 6 (gfc) | Guyana      | 2 - 2  | 4 - 4   |
| Antigua e Barbuda         | 5 - 4       | Saint Lucia | 1 - 3  | 4 - 1   |

- a tavolino

## Terzo round
Alle 10 squadre vincitrici del secondo turno, si aggiungono Haiti e Giamaica.  I sorteggi si sono svolti il 25 luglio 2015 a San Pietroburgo. Delle 12 squadre ne rimarranno 6 alle quali si aggiungeranno le migliori 6 del continente.
| Squadra 1                 | Totale | Squadra 2   | Andata | Ritorno |
| ------------------------- | ------ | ----------- | ------ | ------- |
| Curaçao                   | 0 - 2  | El Salvador | 0 - 1  | 0 - 1   |
| Canada                    | 4 - 1  | Belize      | 3 - 0  | 1 - 1   |
| Grenada                   | 1 - 6  | Haiti       | 1 - 3  | 0 - 3   |
| Giamaica                  | 4 - 3  | Nicaragua   | 2 - 3  | 2 - 0   |
| Saint Vincent e Grenadine | 3 - 2  | Aruba       | 2 - 0  | 1 - 2   |
| Antigua e Barbuda         | 1 - 2  | Guatemala   | 1 - 0  | 0 - 2   |

## Quarto round
Le ultime 6 squadre (Stati Uniti, Messico, Honduras, Costarica,  Panama,  Trinidad e Tobago) entrano in questo turno e si aggiungono alle 6 squadre vincitrici del terzo turno. Le 12 squadre verranno divise in tre gruppi da 4 squadre ciascuno con partite di andata e ritorno. I gironi sono stati sorteggiati il 25 luglio 2015 a San Pietroburgo. Le prime due classificate per ogni gruppo passano all'ultimo turno.

### Gruppo A
| Squadra     | Pt | G | V | N | P | GF | GS | DR  |
| ----------- | -- | - | - | - | - | -- | -- | --- |
| Messico     | 16 | 6 | 5 | 1 | 0 | 13 | 1  | +12 |
| Honduras    | 8  | 6 | 2 | 2 | 2 | 6  | 6  | 0   |
| Canada      | 7  | 6 | 2 | 1 | 3 | 5  | 8  | -3  |
| El Salvador | 2  | 6 | 0 | 2 | 4 | 4  | 13 | -9  |

| Squadra     | Messico (bandiera) | El Salvador (bandiera) | Honduras (bandiera) | Canada (bandiera) |
| ----------- | ------------------ | ---------------------- | ------------------- | ----------------- |
| Messico     | —                  | 3 - 0                  | 0 - 0               | 2 - 0             |
| El Salvador | 1 - 3              | —                      | 2 - 2               | 0 - 0             |
| Honduras    | 0 - 2              | 2 - 0                  | —                   | 2 - 1             |
| Canada      | 0 - 3              | 3 - 1                  | 1 - 0               | —                 |

### Gruppo B
| Squadra    | Pt | G | V | N | P | GF | GS | DR |
| ---------- | -- | - | - | - | - | -- | -- | -- |
| Costa Rica | 16 | 6 | 5 | 1 | 0 | 11 | 3  | +8 |
| Panama     | 10 | 6 | 3 | 1 | 2 | 7  | 5  | +2 |
| Haiti      | 4  | 6 | 1 | 1 | 4 | 2  | 4  | -2 |
| Giamaica   | 4  | 6 | 1 | 1 | 4 | 2  | 10 | -8 |

| Squadra    | Costa Rica (bandiera) | Panama (bandiera) | Haiti (bandiera) | Giamaica (bandiera) |
| ---------- | --------------------- | ----------------- | ---------------- | ------------------- |
| Costa Rica | —                     | 3 - 1             | 1 - 0            | 3 - 0               |
| Panama     | 1 - 2                 | —                 | 1 - 0            | 2 - 0               |
| Haiti      | 0 - 1                 | 0 - 0             | —                | 0 - 1               |
| Giamaica   | 1 - 1                 | 0 - 2             | 0 - 2            | —                   |

### Gruppo C
| Squadra                   | Pt | G | V | N | P | GF | GS | DR  |
| ------------------------- | -- | - | - | - | - | -- | -- | --- |
| Stati Uniti               | 13 | 6 | 4 | 1 | 1 | 20 | 3  | +17 |
| Trinidad e Tobago         | 11 | 6 | 3 | 2 | 1 | 13 | 9  | +4  |
| Guatemala                 | 10 | 6 | 3 | 1 | 2 | 18 | 11 | +7  |
| Saint Vincent e Grenadine | 0  | 6 | 0 | 0 | 6 | 6  | 34 | -28 |

| Squadra                   | Stati Uniti (bandiera) | Trinidad e Tobago (bandiera) | Saint Vincent e Grenadine (bandiera) | Guatemala (bandiera) |
| ------------------------- | ---------------------- | ---------------------------- | ------------------------------------ | -------------------- |
| Stati Uniti               | —                      | 4 - 0                        | 6 - 1                                | 4 - 0                |
| Trinidad e Tobago         | 0 - 0                  | —                            | 6 - 0                                | 2 - 2                |
| Saint Vincent e Grenadine | 0 - 6                  | 2 - 3                        | —                                    | 0 - 4                |
| Guatemala                 | 2 - 0                  | 1 - 2                        | 9 - 3                                | —                    |

## Quinto round
Le 6 squadre rimanenti disputano il girone finale con partite di andata e ritorno. Le prime tre classificate si qualificano al mondiale mentre la quarta disputa il play-off interzona.
| Squadra           | Pt | G  | V | N | P | GF | GS | DR  |
| ----------------- | -- | -- | - | - | - | -- | -- | --- |
| Messico           | 21 | 10 | 6 | 3 | 1 | 16 | 7  | +9  |
| Costa Rica        | 16 | 10 | 4 | 4 | 2 | 14 | 8  | +6  |
| Panama            | 13 | 10 | 3 | 4 | 3 | 9  | 10 | -1  |
| Honduras          | 13 | 10 | 3 | 4 | 3 | 13 | 19 | -6  |
| Stati Uniti       | 12 | 10 | 3 | 3 | 4 | 17 | 13 | +4  |
| Trinidad e Tobago | 6  | 10 | 2 | 0 | 8 | 7  | 19 | -12 |

|                   | Stati Uniti (bandiera) | Panama (bandiera) | Honduras (bandiera) | Costa Rica (bandiera) | Messico (bandiera) | Trinidad e Tobago (bandiera) |
| ----------------- | ---------------------- | ----------------- | ------------------- | --------------------- | ------------------ | ---------------------------- |
| Stati Uniti       |                        | 4 - 0             | 6 - 0               | 0 - 2                 | 1 - 2              | 2 - 0                        |
| Panama            | 1 - 1                  |                   | 2 - 2               | 2 - 1                 | 0 - 0              | 3 - 0                        |
| Honduras          | 1 - 1                  | 0 - 1             |                     | 1 - 1                 | 3 - 2              | 3 - 1                        |
| Costa Rica        | 4 - 0                  | 0 - 0             | 1 - 1               |                       | 1 - 1              | 2 - 1                        |
| Messico           | 1 - 1                  | 1 - 0             | 3 - 0               | 2 - 0                 |                    | 3 - 1                        |
| Trinidad e Tobago | 2 - 1                  | 1 - 0             | 1 - 2               | 0 - 2                 | 0 - 1              |                              |